# Cuzap
Cuzap – wieś w Rumunii, w okręgu Bihor, w gminie Popești. W 2011 roku liczyła 1121 mieszkańców.